# Tobias Thiessen
Tobias Thiessen ist ein Neonazi aus Norderstedt (Schleswig-Holstein) nahe Hamburg. Er und seine Lebensgefährtin Inge Nottelmann gehören der Freien-Kameradschaftsszene an und sind seit Jahren als rechtsextreme Protagonisten der Hamburger Neonazi-Szene bekannt.

## Leben
Thiessen war Mitglied des  „Kameradenkreises um Thomas Wulff“ und begann seine rechtsextreme publizistische Karriere bei der Zeitschrift Zentralorgan, die 1997 gegründet wurde und aus der Freien Kameradschaftsszene stammte. Er schrieb einige Berichte für die Zeitschrift und unterhielt während dieser Zeit Kontakte zum Thüringer Heimatschutz (THS). Die Nummer acht der Zeitschrift, mit dem Titel „Juden raus“, wurde 2000 beschlagnahmt und verboten. Im Rahmen dieses Verbots wurde gegen Thiessen wegen Volksverhetzung ermittelt. Das Zentralorgan wurde nach wenigen weiteren Ausgaben eingestellt. Beteiligt war Thiessen während dieser Zeit auch am Versandhändler Zentralversand aus Ludwigslust, der auch als Herausgeber der Zeitschrift fungierte und von Klaus Bärthel geleitet wurde. Thiessen wurde zusammen mit weiteren Personen der Volksverhetzung angeklagt und zu einer Geldstrafe von 6.000 Euro verurteilt. Thiessen war außerdem presserechtlich verantwortlich für die Zeitschrift Hamburger Sturm, die 2000 verboten wurde.
Er war Betreiber des Aktionsbüros Norddeutschland, eines Kreises von Neonazis, der Veranstaltungen für die rechte Szene anmeldete bzw. durchführte. Das Aktionsbüro betrieb eine Internetseite, die zu Mobilisierungszwecken entwickelt wurde. Auf der Seite wurden Demonstrationstermine, Pressemitteilungen und Propagandamaterial veröffentlicht. Sie diente als Vorbild vieler weiterer Aktionsbüros. 2003 und 2004 organisierte er den Rudolf-Heß-Gedenkmarsch in Wunsiedel mit.
Des Weiteren betrieb er die Internetseite „Neues Volk“. Diese war benannt nach der rassepolitischen NSDAP-Propagandazeitung Neues Volk. Die Internetseite schickte eine Rundmail an 100 Schulen in Norddeutschland, die für „Informationswochen“ über „Themen, die sonst im Lehrplan vernachlässigt werden“, warb. Ein Flyer mit dem Titel „Ausländer rein? Wir sagen Nein! Nationaler Sozialismus Jetzt!“ wurde der Mail beigefügt. Das Netzwerk veröffentlichte außerdem ein Lied von Gigi und die braunen Stadtmusikanten, das auf die Melodie vom Anton aus Tirol den mutmaßlichen Anschlag auf Alois Mannichl aus rechtsextremer Perspektive bagatellisierte. Zwischenzeitlich wurden beide Netzwerke aufgelöst, das neue Netzwerk „mein-hh-inf“ löste die beiden Portale ab. Ob Thiessen dort aktiv ist, ist unbekannt. 2006 zeichnete Thiessen verantwortlich für eine Hamburger Version der NPD-Schulhof-CD, die diese zur Bundestagswahl 2005 herausgab und die an Infoständen verteilt wurde.
Thiessen engagiert sich heute in der Anti-Antifa-Arbeit und gründete den Kameradenkreis „Neonazis in Hamburg“, der jedoch im Gegensatz zu seinen früheren Aktivitäten „erhebliche Mobilisierungsprobleme“ hat. Er war Mitveranstalter einer großangelegten Demonstration am 2. Juni 2012, dem „Tag der Deutschen Zukunft“, die 700 Neonazis mobilisierte und auf heftigen Widerstand aus der autonomen Szene traf und von Krawallen begleitet wurde. Bereits am Vortag demonstrierte ein breites Bündnis friedlich gegen den Großaufmarsch.